# Radvanice (Úžice)
Radvanice (německy Radwanitz) je malá vesnice, část obce Úžice v okrese Kutná Hora. Nachází se asi 3,5 kilometru severozápadně od Úžice. Radvanice leží v katastrálním území Radvanice nad Sázavou o rozloze 4,63 km². V katastrálním území Radvanice nad Sázavou leží i Benátky a Nechyba.

## Historie
První písemná zmínka o vesnici pochází z roku 1436.
V letech 1900–1950 k vesnici patřily Benátky.